# Шупилулијума II
Шупилулијума II је био хетитски краљ из периода Новог краљевства. Према доњој хронологији, Шупилулијума је владао од 1207. до 1178. године п. н. е. Био је то последњи хетитски владар. Након његове смрти, Хетитско краљевство престаје да постоји.

## Владавина
Шупилулијума је на престолу наследио свога брата Арнуванду. Био је савременик великог асирског краља Тукулти-Нинурте I. Разлози за пад Хетитског краљевства су још увек неразјашњени. На гробници египатског фараона Рамзеса III стоји да је овај владар поразио народе са мора којима се није могао одупрети ни хетитски краљ. Међутим, у Хатуши не постоје трагови разарања. На територији некадашњег Хетитског краљевства настао је низ мањих држава познатих под називом "Новохетитске државе". Оне су од Хетита наследиле стилове у вајарству и архитектури. Постојале су и сличности у језицима, а писмо новохетитских држава директно је проистекло из хетитског. 

## Владари Новог хетитског краљевства
| Владар                                | Владавина             | Догађај                                        |
| ------------------------------------- | --------------------- | ---------------------------------------------- |
| Тудхалија I                           | 15. век п. н. е.      | могуће унук Зиданте II                         |
| Арнуванда I                           |                       | зет Тудхалија I                                |
| Хатушилиш II                          |                       | постојање и владавина овог владара су оспорени |
| Тудхалија II                          | 1360? – 1344 п. н. е. | син Арнуванде                                  |
| Тудхалија III "Млађи"                 |                       | Син Тудхалија II                               |
| Шупилулијума I                        | 1344–1322 п. н. е.    | Син Тудхалија II                               |
| Арнуванда II                          | 1322–1321 п. н. е.    | Син Шупилулијуме                               |
| Муришилиш II                          | 1321–1295 п. н. е.    | Син Шупилулијуме                               |
| Муватали II                           | 1295–1272 п. н. е.    | Битка код Кадеша                               |
| Муришилиш III познат и као Урши-Тешуб | 1272–1267 п. н. е.    | Син Муваталија II                              |
| Хатушилиш III                         | 1267–1237 п. н. е.    | мировни уговор са Египтом                      |
| Тудхалија IV                          | 1237–1209 п. н. е.    | битка код Нихрије                              |
| Курунта                               | 1228–1227 п. н. е.    | Син Муваталија II                              |
| Арнуванда III                         | 1209–1207 п. н. е.    | Син Тудхалија IV                               |
| Шупилулијума II                       | 1207–1178 п. н. е.    | Син Тудхалија IV; пад Хатуше                   |